# حسن جمول
حَسَن جَمُّوُل (بالفرنسية: Hassan Jammoul)‏ (15 أكتوبر 1970-) صحفي ومذيع لبناني، يعمل مذيع أخبار رئيسي في قناة الجزيرة، منذ عام 2003. بدأ مساره الإعلامي محررًا ومذيعًا للأخبار في إحدى الإذاعات المحلية اللبنانية، قبل أن ينتقل إلى محطة أن بي أن التلفزيونية اللبنانية، وكان أول مذيع رئيسي يفتتح نشراتها الإخبارية، تولى إدارة التحرير لفترات إخبارية رئيسية وأعد وقدم البرنامج الإخباري اليومي المسائية.
يقدم حسن جمول النشرات الرئيسية بقناة الجزيرة وعدداً من البرامج الإخبارية.

## روابط إضافية
- صفحة حسن جمول في موقع الجزيرة نت.